# Javorník u Vlašimi
Javorník ist eine Gemeinde im Okres Benešov in Tschechien mit 128 Einwohnern. Das Katastralgebiet der Gemeinde hat eine Fläche von 730 ha.
Die Gemeinde liegt zehn Kilometer östlich der Stadt Vlašim und 26 Kilometer südöstlich von Benešov. 27 Kilometer östlich liegt die Stadt Světlá nad Sázavou und 29 Kilometer südöstlich liegt Humpolec.